# Dinastía I de Egipto
La Dinastía I de faraones egipcios forma parte, junto con la Dinastía II, del Periodo Arcaico o Tinita, porque tienen su origen en Tinis (en griego, Tis en egipcio), próxima a Abidos, en el Alto Egipto.

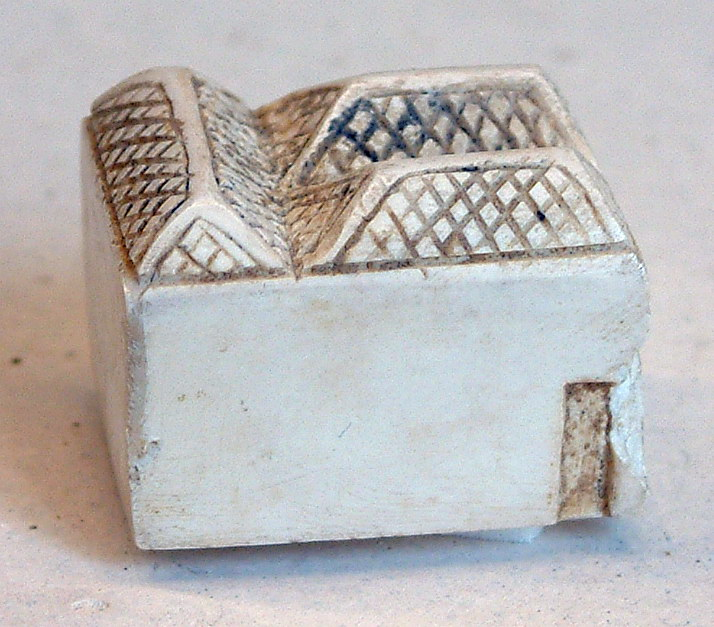
Casita de marfil encontrada en una tumba de Abu Roash (cerca de El Cairo) de la época del faraón Den (periodo tinita). Museo del Louvre.

El periodo coincide con el final del periodo denominado Naqada III (final del Semaniense), y transcurre desde el 3050 a. C. hasta el 2890 a. C., aproximadamente, variando esta cronología en las fuentes bibliográficas en función de los métodos de datación adoptados. 
Los primeros faraones consolidan la unificación del Alto y Bajo Egipto bajo su poder, comenzando la Historia del Antiguo Egipto faraónico y por tanto de la Primera Dinastía de Egipto. A pesar de la unificación, se mantuvieron a efectos administrativos los estados locales, origen de los futuros nomos: son anteriores a la tercera dinastía 16 nomos del Alto Egipto y 10 del Bajo Egipto.

## Historia
La Primera Dinastía comienza con la unificación de las Dos Tierras, el Alto y el Bajo Egipto, atribuida por el historiador egipcio Manetón (siglo III a. C.) a Menes, quien ha sido identificado con Narmer (o Aha). Menfis fue elegida como la residencia real. Saqqara se convirtió en la necrópolis real; un gran número de mastabas de la dinastía se encuentran en el borde noreste de la meseta de Saqqara. Un tazón de piedra grabado con el nombre de Narmer se encontró bajo la pirámide escalonada de Dyeser. Sin embargo, también se han encontrado tumbas reales de la época dinástica temprana en Abidos, y se cree que Narmer está enterrado allí. Además de Abidos, Hieracómpolis, la capital del Alto Egipto, también siguió siendo un centro religioso. El sucesor de Aha fue Dyer, cuya tumba en Abidos se consideró más tarde como la tumba del dios Osiris. Dyer logró una importante victoria sobre Nubia, como se muestra en un relieve tallado en las rocas cercanas a la segunda catarata del Nilo. 

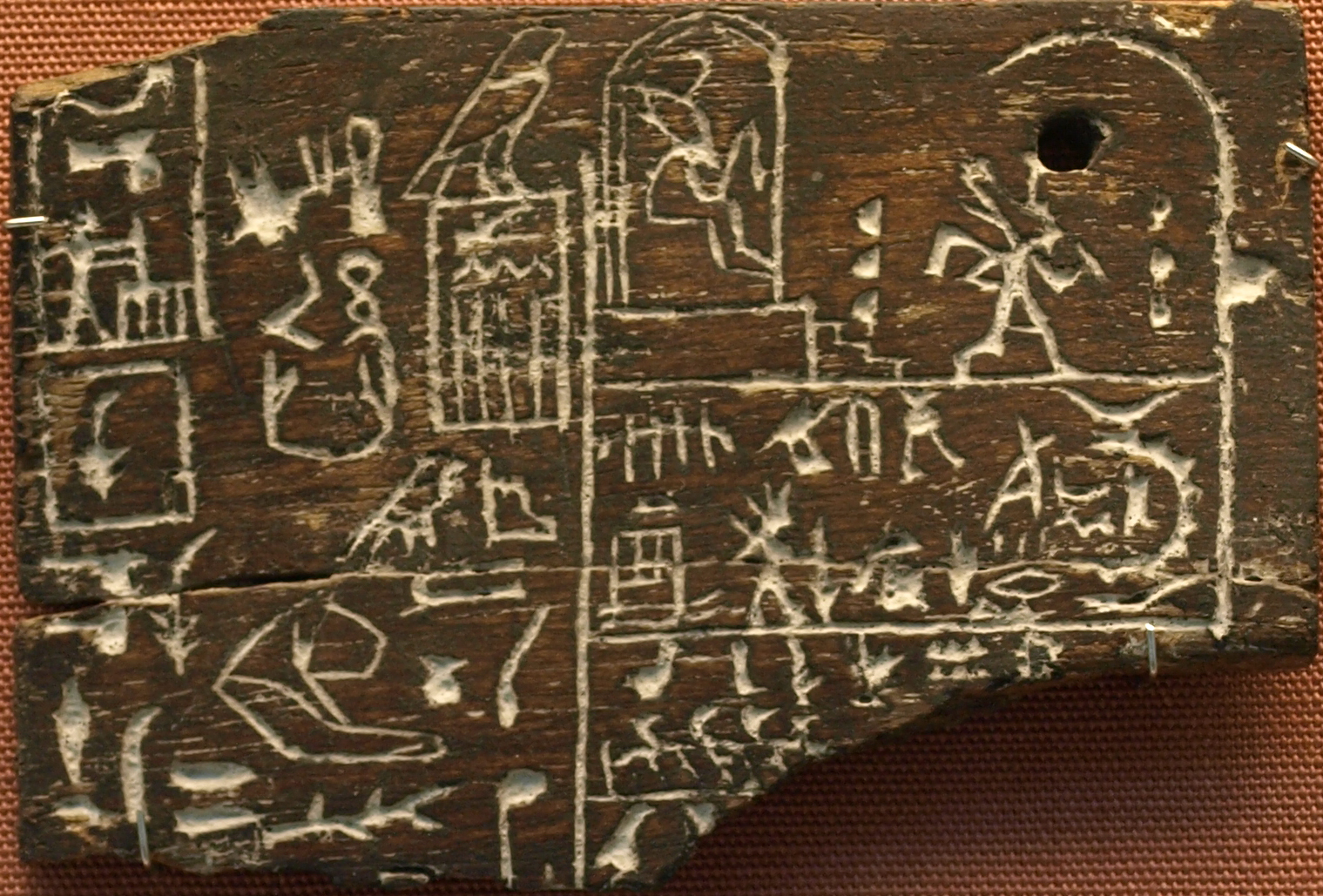
Tablilla epónima del faraón Den describiendo su Heb Sed, hallada en su tumba de Abidos. British Museum.

Den fue el primer faraón que llevó el título de Rey del Alto y el Bajo Egipto. Varios objetos de marfil y ébano han sido encontrados en su tumba en Abidos; en uno de ellos hay una escena que es probablemente una ilustración del festival Sed del rey, con la primera representación de la doble corona del Alto y el Bajo Egipto. Hechos importantes durante este período son la división del país en nomos para facilitar el gobierno y los primeros viajes marítimos a gran escala al Líbano para recolectar madera, que se encuentran entre otros lugares en la construcción de la tumba de Aha (o uno de sus altos funcionarios) en Saqqara. Los pueblos extranjeros rebeldes fueron rechazados con éxito, pero al final de la dinastía la situación interna era inquietante, principalmente porque todavía existían conflictos entre el Bajo Egipto conquistado y el Alto Egipto victorioso.

## Faraones de la Dinastía I
| Nombre    | Comentarios | Reinado Año (± 100 años) |
| --------- | --- | ------------------------ |
| Narmer    | También llamado Menes, es considerado el primer faraón del Antiguo Egipto y el fundador de la Dinastía I               | 3050-3007 a. C.          |
| Aha       | Practicó el arte de la medicina y guerreó en Nubia y Libia                                                             | 3007-2980 a. C.          |
| Neithotep | Posible esposa de Aha y regente de su hijo Dyer                                                                        | 2980-2970 a. C.          |
| Dyer      | Comerció con Líbano, conquistó la tierra de Sejat, parte del Sinaí y Canaán; guerreó en Buto y Dep reunificando Egipto | 2980-2941 a. C.          |
| Dyet      | Realizó expediciones fuera de Egipto; una gran hambruna asoló a Egipto                                                 | 2941-2930 a. C.          |
| Merytneit | Reina regente, madre de Den                                                                                            | 2930-2925 a. C.          |
| Den       | Guerreó en el Sinaí; se realizó un empadronamiento general del país                                                    | 2930-2910 a. C.          |
| Adyib     | Fue considerado como usurpador; período de turbulencias políticas                                                      | 2910-2904 a. C.          |
| Semerjet  | Considerado usurpador; en su época ocurrieron numerosos prodigios                                                      | 2904-2895 a. C.          |
| Qaa       | Su complejo fúnebre en Saqqara es el primero en la historia egipcia que incluye el templo funerario                    | 2895-2890 a. C.          |

### Biografía de los faraones
Narmer, Menes de Tis según Manetón, el unificador de Egipto, primer faraón de la dinastía I de Egipto. Tanto la I dinastía como la II dinastía son llamadas también tinitas, ya que sus faraones eran originarios de la ciudad de Tinis, en el Alto Egipto. El reinado de Narmer (Menes), puede fecharse sin demasiada exactitud en torno al 3100 a. C. A este faraón le atribuye la tradición egipcia posterior la fundación de Menfis y la construcción del templo de Ptah en esta ciudad. Murió por las heridas recibidas durante una cacería. 
Aha le sucede, llamado Iti en la Lista Real de Abidos, Atotis por Manetón. Su nombre significa "el guerrero". Peleó contra los nubios y edificó un templo a la diosa Neit en Sais, en el recientemente anexionado Bajo Egipto. Posee una tumba en Abidos y un cenotafio en Saqqara. (Es identificado con Menes por Emery).
Dyer su sucesor, guerreó tanto en el Sinaí como en Nubia, adentrándose hasta la segunda catarata, tal y como muestra un grabado encontrado cerca de lo que luego sería la fortaleza de Buhen. Es posible que dirigiese una campaña contra los libios. Su consorte fue Merytneit, de la cual se conoce su tumba. La tumba de Dyer fue descubierta en Abidos, enterrado junto a más de trescientos criados, presuntamente sacrificados para que le sirviesen en la otra vida. 
Merytneit es una figura controvertida. Puede que accediese al trono a la muerte de Dyer y es posible que se trate de la primera gobernante de Egipto, corregente con Dyet. Tuvo, como es habitual entre los reyes de esta época, una tumba y un cenotafio, en Abidos y Saqqara. Ambas son de rango real por su tamaño y estructura. Según han señalado algunos egiptólogos, podría tratarse de una reina corregente con Dyet o, lo que ha suscitado mayor consenso, con Den (Edwars-Wilkinson), durante su minoría de edad. El nombre significa "amada de Neit" una diosa del Bajo Egipto, lo que muestra el grado de unión que había alcanzado Egipto entre sus dos regiones en apenas unas décadas.
Den (Udimu) es el rey del que tenemos más datos. Su nombre de Nebty (una de las titulaturas) fue Semti, y ha sido identificado con Hesepti en la lista Real de Abidos y con Usaphaidos de las crónicas de Manetón. Este rey organizó varias campañas al Sinaí, para defender las minas de malaquita que ya explotaban los beduinos nómadas. Durante su reinado se celebró una fiesta Sed, lo cual hace pensar que reinó al menos treinta años, una edad nada desdeñable teniendo en cuenta la esperanza de vida de aquella época. Este dato hizo pensar que llegó al trono siendo muy joven y afianzó la hipótesis de que su madre gobernase como regente. Durante su reinado se hizo un censo de ganado. El rey cazó un hipópotamo y visitó el lago Herishef en Heracleópolis. En su reinado aparece un alto funcionario llamado Hemaka, cuyas atribuciones eran similares a las de los visires de épocas posteriores. La tumba de Abidos es relativamente pequeña y tiene 130 tumbas adyacentes de criados. La tumba del norte nunca ha sido investigada en profundidad, y es atribuida tanto a Hemaka como al propio faraón.
Adyib, Merbapen en la lista de Abidos y Miebidos para Manetón, es el primer rey de la Lista Real de Saqqara, aunque su nombre fue borrado parcialmente por su sucesor, lo cual sugiere una época de conflictos dinásticos. Este dato parece ser confirmado por el reducido tamaño de su tumba de Abidos. La tumba de Saqqara contiene elementos arquitectónicos más evolucionados, reflejando el avance de las técnicas de construcción.
Semerjet, sucesor de Adyib, es poco conocido. Celebró una fiesta Sed. Su tumba se halla en Abidos, pero no se ha encontrado su cenotafio en Saqqara.
Qaa, el último faraón de la primera dinastía, Kebeh en la lista de Abidos, Bienekes para Manetón, del cual se conoce muy poco, su tumba está en Abidos y su cenotafio en Saqqara.

## El amanecer de la civilización faraónica

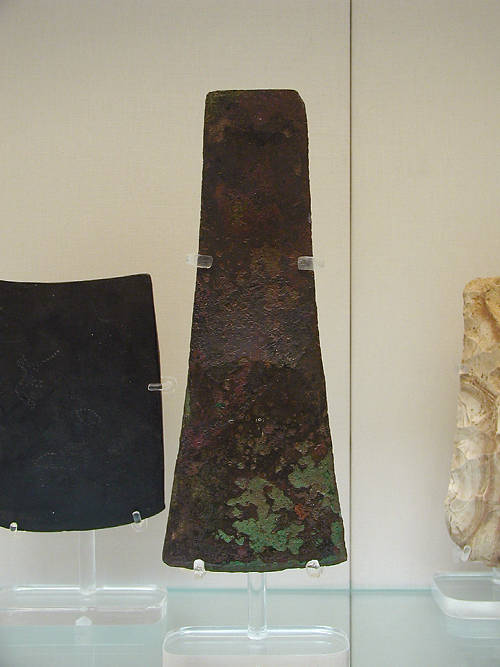
Azada de cobre datada durante la primera dinastía. British Museum.

Los primeros signos de una compleja cultura empiezan a manifestarse con el surgimiento de pequeñas ciudades a lo largo del río Nilo y en la región del delta.
Para facilitar las relaciones culturales, comerciales o de dominación:
- Comienza a desarrollarse la escritura jeroglífica
  - Se redacta el primer tratado de anatomía, atribuido por Manetón al faraón Atotis (Aha)
  - Empiezan a registrarse anales reales
- Se celebra la primera "Fiesta Sed" conocida
- Organizan enterramientos rituales en las necrópolis reales de Abidos y Saqqara
- Hay un gran desarrollo de la arquitectura, construida con adobes, en Hieracómpolis, Abidos y Saqqara

## Economía de Estado en el Antiguo Egipto

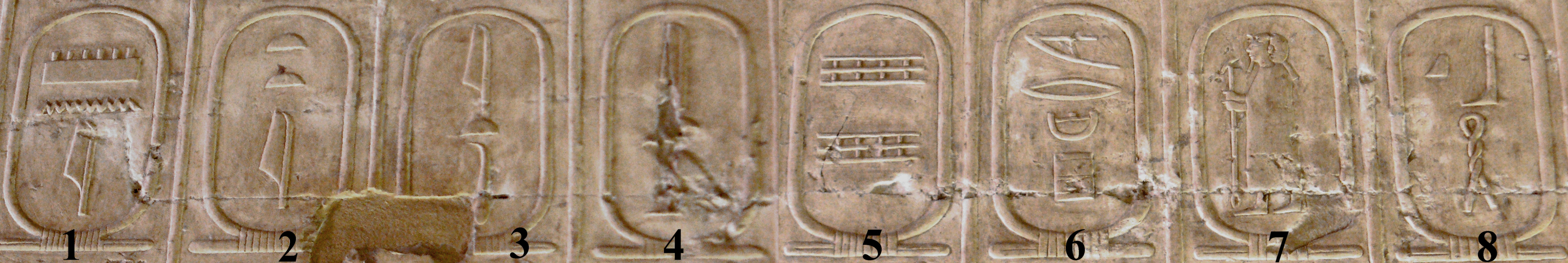
Lista Real de Abidos. Cartuchos 1-8.

- En el Antiguo Egipto la tierra es propiedad del rey-dios encarnado, considerada en conjunto como unidad de producción, junto con el personal que la cultiva, los edificios, las herramientas, y el ganado. Estas unidades de producción se administran en el marco de ámbitos centralizados (los hut, "fortalezas") o ciudades (los niut), que pueden depender directamente de la administración real o asignarse a instituciones (templos, instituciones funerarias reales) o también a funcionarios como remuneración de los cargos ocupados al servicio del Estado.

- La propiedad privada no existe en principio, pero por medio de la herencia de los cargos y sobre todo de las dotaciones funerarias, no cabe duda de que muy pronto las grandes familias hayan podido monopolizar ámbitos importantes. Estos permanecen bajo la mirada de la administración, en caso de transmisión y siguen siendo personales, lo que no es el caso de los bienes puramente inmobiliarios (contratos de venta de residencias).

- La economía agrícola aparece a partir del III milenio a. C. Funciona sobre un sistema de cuotas concertadas por la institución de la que depende, pudiendo adquirirse el excedente y entonces servir para el consumo y el intercambio. Este sistema funciona también para la ganadería, la pesca y la artesanía. En este último caso, como para los funcionarios y entre las distintas instituciones, el Estado aplica salarios de redistribución.

- Si el Egipto faraónico nunca ha conocido la moneda, muy pronto los precios pudieron valorarse con relación a un patrón monetario (cobre, plata, oro).

- La fertilidad del valle, la riqueza y la diversidad de las producciones desarrolladas al inicio del III milenio a. C. permitieron con este sistema generar una economía de subsistencia y una determinada redistribución, donde la escasez y el hambre siguen siendo poco frecuentes.

- Todos los intercambios exteriores son un monopolio de Estado. El suministro de materias primas (piedras preciosas, cobre, oro, madera) se realiza mediante expediciones de explotación temporales en los lugares de los yacimientos (Sinaí, montes Árabes, Nubia) o por expediciones comerciales a zonas más alejadas (Oriente). La abundancia en las tumbas del principio del III milenio a. C., en particular en la primera parte de la Dinastía I, de cerámica sirio-palestina (Bronce Antiguo II) dan pruebas de la intensidad de contactos. Para estos intercambios internacionales, el oro egipcio quizás desempeñó un papel fundamental.